# Sture Fåglum
Sture Helge Vilhelm Fåglum, ursprungligen Pettersson, född den 30 september 1942 i Vårgårda, död 26 juni 1983 i Lo, var en svensk cyklist som var en del av bröderna Fåglum.
Han blev olympisk bronsmedaljör i Tokyo 1964 och olympisk silvermedaljör  i Mexico City 1968. 1970 blev Fåglum proffs i Italien. Stor grabb nr. 3 (74 poäng). Efter proffsåren blev han ledare för det norska lagtempolaget som han bland annat matchade fram till VM-brons 1979.